# メガリア
メガリア (Megalia) は、大韓民国で物議を醸し続けた過激なフェミニズムコミュニティ・サイト、電子掲示板。メガリアの投稿は過度に男性嫌悪的であり、フェミニズム運動という名目の下で男性に対するセクハラと犯罪的投稿が繰り返され、「韓国における女性嫌悪」を男性嫌悪で対処する行為に批判の声も少なくなかった。元々は韓国の2ちゃんねると言える同国最大のインターネットフォーラムDC Inside内に2015年6月初頭に開設されたフェミニズムコミュニティ「マーズギャラリー」のユーザーらが、韓国人男性を「キムチ男」と表現することをDC Inside運営がポリシー違反と判断したことに抗議するために、同年8月6日に独自のフェミニズム掲示板サイトとして開始された。しかし、2015年11月に男性同性愛者への嫌悪投稿を削除したメガリア運営の対応へメガリアユーザーらによって批判が起き、2016年1月にメガリア離脱者より派生した更に過激なフェミニズム・男性嫌悪サイトであるWOMADが設立されている。ユーザーの移動が起きたため、メガリア本体は2017年1月に閉鎖された。

## 概要
2015年に韓国国内で中東呼吸器症候群（MERS）の流行が始まると、DCインサイドは情報交換のために「MERSギャラリー」を開設。5月末になって「MERS感染者と接触した2人の韓国人女性が香港当局の隔離要請を拒否した」と報じられたことがきっかけとなり、MERSギャラリーには女性を非難する書き込みが殺到した。やがて報道は誤報であったことが伝えられたがその後も女性嫌悪の書き込みが止むことはなく、そうした男性ユーザーに対して女性ユーザーによる「キムチナム（キムチ男）」という語と韓国男性の性器のサイズを揶揄する「反撃」が始まると掲示板での男女対立は強まった
。DCインサイドが「キムチナム」という語を男性蔑視の差別発言として規制するようになると、多くの女性利用者がMERSギャラリーを離れ、やがて新しいサイトとしてメガリアが創設された。
「メガリア」という名称は、ノルウェーの作家ガード・ブランテンバーグが1977年に発表したSF小説『Egalias døtre, Pax Forlag』（イガリアの娘たち）にちなみ、MERSギャラリーで付けられた。日本では「マーズ」と発音されるMERSが韓国では「メルス」と発音されることと、前述の小説に登場する「イガリア」との合成語で、メガリアのユーザーたちはメガリアン (Megalian) あるいはメガル（Megal）と自称していた。
ミソジニー（女性嫌悪）対抗サイトであり、フェミニズム関連のウェブサイトであることを標榜していたが、日刊ベストストア（通称「イルベ」）など一部では、代表的なミサンドリー（男性嫌悪）サイトだと認識されていた。イルベなどが主導するミソジニーに対して問題意識をもったネチズンが、ミソジニーのフレームをそのまま男性にも適用して逆方向で見せる「ミラーリング (mirroring)」によって、社会運動の戦略として注目をあびると同時に大きな論議を呼び起こした。
女性への盗撮を撲滅するためのキャンペーンを行ない、100万人のユーザーが居た不法ポルノ動画サイトを国会議員に請願して閉鎖に追い込むなどする一方で、各種のポータルサイトのコメント欄が女性嫌悪を伝播させるプラットホームになると見て、ネイバーを「緑のイルベ」、NATEを「レッドイルベ」、フェイスブックを「ブルーイルベ」などと呼んで非難していた。

## 賛否

### 肯定的意見
日本には週刊朝日で北原みのりが、「韓国の女たちは立ち上がった。日本はどうする。」と肯定的に紹介している。

### 批判的意見
韓国内においては、全ての男性生殖器への毀損願望がサイト内で共感を集めるなど女性嫌悪する一部の男性だけでなく、韓国男性全体に向かっている過度な男性嫌悪サイトであり、様々な社会的な物議を起こすことによって「女性の人権」叫ぶメガリアの正体は男性嫌悪の反社会的サイトであると批判されている。

## 閉鎖とWOMAD設立
メガリア自体は2017年1月に閉鎖されたが、その一年前に2016年1月にメガリアから分離した、より過激な男性嫌悪サイトのWOMADとその過激な活動によって「メガリア」という言葉は一般社会においても「男性嫌悪」の意味合いを持つに至った。そのため「メガリア」を支持する女性を雇用する企業に対して男性による抗議が行われて解雇に繋がる事例もあり、韓国内での男女の対立は拡大している。